# Pleromelloida
Pleromelloida là một chi bướm đêm thuộc họ Noctuidae.

## Các loài
- Pleromelloida arizonata (Barnes & Benjamin, 1922)
- Pleromelloida bonuscula (J.B. Smith, 1898)
- Pleromelloida cinerea (J.B. Smith, 1904)
- Pleromelloida conserta (Grote, 1881)